# Ryan Spann
Ryan Jamari Spann (24 de agosto de 1991, Memphis, Tennessee, Estados Unidos) es un artista marcial mixto estadounidense que actualmente compite en la división de peso semipesado de Ultimate Fighting Championship. Profesional desde 2013, también ha peleado para la Legacy Fighting Alliance, donde fue el campeón de peso semipesado. Desde el 30 de abril de 2024, es el número #15 en la clasificación de peso semipesado de la UFC.

## Primeros años
Spann creció en Westwood, Memphis, Tennessee, y comenzó a entrenar artes marciales en su primera infancia.

## Carrera en artes marciales mixtas

### Carrera temprana
Después de compilar un récord amateur de 3-1 como peso medio y peso wélter, Spann comenzó su carrera profesional en 2013. Luchó bajo varias promociones, en particular la regional Legacy Fighting Championship y Legacy Fighting Alliance, donde fue el campeón de peso semipesado. Amasó un récord de 13-5 antes de participar en el Dana White's Tuesday Night Contender Series.

### Dana White's Tuesday Night Contender Series
Spann apareció en el Dana White's Tuesday Night Contender Series el 25 de julio de 2017 contra Karl Roberson. Perdió el combate por nocaut debido a los codazos en la primera ronda.
La segunda aparición de Dana White's Contender Series 10 se produjo el 19 de junio de 2018 contra Emiliano Sordi. Ganó el combate por estrangulamiento por guillotina en el primer asalto y recibió un contrato de la UFC.

### Ultimate Fighting Championship
Spann debutó en la UFC el 22 de septiembre de 2018 en UFC Fight Night: Santos vs. Anders, enfrentándose a Luis Henrique, en sustitución del lesionado Mark Godbeer. Ganó el combate por decisión unánime.
La segunda pelea de Spann en la UFC se produjo el 11 de mayo de 2019 en UFC 237 contra Antônio Rogério Nogueira. Ganó el combate por nocaut en el primer asalto.
Spann se enfrentó a Devin Clark el 12 de octubre de 2019 en UFC Fight Night: Joanna vs. Waterson. Ganó el combate por sumisión en el segundo asalto.
Spann fue brevemente vinculado para enfrentar a Ovince Saint Preux el 8 de febrero de 2020 en UFC 247. Sin embargo, los responsables de la promoción decidieron tomar otra dirección y el emparejamiento fue eliminado del evento. En su lugar, Spann fue reservado contra Paul Craig el 21 de marzo de 2020 en UFC Fight Night: Woodley vs. Edwards. Sin embargo, el evento fue cancelado.
Spann se enfrentó a Sam Alvey El 9 de mayo de 2020 en UFC 249. A pesar de ser derribado en el tercer asalto, Spann ganó el combate por decisión dividida.
Spann estaba inicialmente programado para enfrentarse a Johnny Walker en UFC Fight Night: Overeem vs. Sakai el 5 de septiembre de 2020. Sin embargo, Walker dio positivo por COVID-19 y el combate se pospuso al 19 de septiembre de 2020 en el UFC Fight Night: Covington vs. Woodley. A pesar de derribar a Walker dos veces en el primer asalto, Spann perdería el combate por nocaut.
Se esperaba que Spann se enfrentara a Misha Cirkunov el 19 de diciembre de 2020 en UFC Fight Night: Thompson vs. Neal. Sin embargo, Cirkunov se retiró a principios de diciembre por una lesión. La pelea fue reprogramada para el 13 de marzo de 2021 en UFC Fight Night: Edwards vs. Muhammad. Tras derribar inicialmente a Cirkunov durante el primer minuto, Spann ganó el combate por nocaut técnico en el primer asalto. Este combate le valió el premio a la Actuación de la Noche.
Spann se enfrentó a Anthony Smith el 18 de septiembre de 2021 en UFC Fight Night: Smith vs. Spann. Perdió el combate por sumisión en el primer asalto.

## Campeonatos y logros

### Artes marciales mixtas
- Ultimate Fighting Championship
  - Actuación de la Noche (dos veces)  vs. Misha Cirkunov y Ion Cuțelaba[30][33]

- Legacy Fighting Alliance
  - Campeón de Peso Semipesado de Legacy Fighting Alliance (una vez)  vs. Alex Nicholson.[6]

- Hero FC
  - Campeonato de Peso Medio del Hero FC (una vez; ex)

## Récord en artes marciales mixtas
| Resultado | Récord | Oponente                 | Método                                     | Evento                                          | Fecha                    | Ronda | Tiempo | Localización                     | Notas                                                       |
| --------- | ------ | ------------------------ | ------------------------------------------ | ----------------------------------------------- | ------------------------ | ----- | ------ | -------------------------------- | ----------------------------------------------------------- |
| Derrota   | 21-10  | Bogdan Guskov            | TKO (golpes)                               | UFC on ESPN: Nicolau vs. Perez                  | 27 de abril de 2024      | 2     | 3:16   | Las Vegas, Nevada                |                                                             |
| Derrota   | 21-9   | Anthony Smith            | Decisión (dividida)                        | UFC Fight Night: Holloway vs. The Korean Zombie | 26 de agosto de 2023     | 1     | 3:38   | Kallang                          |                                                             |
| Derrota   | 21-8   | Nikita Krylov            | Sumisión (triangle choke)                  | UFC Fight Night: Yan vs. Dvalishvili            | 11 de marzo de 2023      | 1     | 3:38   | Las Vegas, Nevada                | Pelea de peso pactado en (215 libras).                      |
| Victoria  | 21-7   | Dominick Reyes           | KO (golpes)                                | UFC 281                                         | 12 de noviembre de 2022  | 1     | 1:20   | Ciudad de Nueva York, Nueva York | Pelea de peso pactado en (206,6 libras); Spann perdió peso. |
| Victoria  | 20-7   | Ion Cutelaba             | Sumisión (estrangulamiento por guillotina) | UFC on ESPN: Błachowicz vs. Rakić               | 14 de mayo de 2022       | 1     | 2:22   | Las Vegas, Nevada                | Actuación de la Noche                                       |
| Derrota   | 19-7   | Anthony Smith            | Sumisión (estrangulamiento por detrás)     | UFC Fight Night: Smith vs. Spann                | 18 de septiembre de 2021 | 1     | 3:47   | Las Vegas, Nevada                |                                                             |
| Victoria  | 19-6   | Misha Cirkunov           | TKO (golpes)                               | UFC Fight Night: Edwards vs. Muhammad           | 13 de marzo de 2021      | 1     | 1:11   | Las Vegas, Nevada                | Actuación de la Noche.                                      |
| Derrota   | 18-6   | Johnny Walker            | KO (codazos y golpes)                      | UFC Fight Night: Covington vs. Woodley          | 19 de septiembre de 2020 | 1     | 2:43   | Las Vegas, Nevada                |                                                             |
| Victoria  | 18-5   | Sam Alvey                | Decisión (dividida)                        | UFC 249                                         | 9 de mayo de 2020        | 3     | 5:00   | Jacksonville, Florida            |                                                             |
| Victoria  | 17-5   | Devin Clark              | Sumisión (estrangulamiento por guillotina) | UFC Fight Night: Joanna vs. Waterson            | 12 de octubre de 2019    | 2     | 2:01   | Tampa, Florida                   |                                                             |
| Victoria  | 16-5   | Antônio Rogério Nogueira | KO (golpes)                                | UFC 237                                         | 11 de mayo de 2019       | 1     | 2:07   | Río de Janeiro                   |                                                             |
| Victoria  | 15-5   | Luis Henrique            | Decisión (unánime)                         | UFC Fight Night: Santos vs. Anders              | 22 de septiembre de 2018 | 3     | 5:00   | São Paulo                        |                                                             |
| Victoria  | 14-5   | Emiliano Sordi           | Sumisión (estrangulamiento por guillotina) | Dana White's Contender Series 10                | 19 de junio de 2018      | 1     | 0:26   | Las Vegas, Nevada                |                                                             |
| Victoria  | 13-5   | Alex Nicholson           | KO (golpes)                                | LFA 32                                          | 26 de enero de 2018      | 1     | 4:24   | Lake Charles, Luisiana           | Ganó el Campeonato vacante de Peso Semipesado de LFA.       |
| Victoria  | 12-5   | Myron Dennis             | KO (golpes)                                | LFA 27                                          | 10 de noviembre de 2017  | 1     | 3:08   | Shawnee, Oklahoma                |                                                             |
| Victoria  | 11-5   | LeMarcus Tucker          | Sumisión (estrangulamiento por detrás)     | LFA 23                                          | 22 de septiembre de 2017 | 1     | 2:55   | Bossier City, Luisiana           | Regresó a peso semipesado.                                  |
| Derrota   | 10-5   | Karl Roberson            | KO (codazos)                               | Dana White's Contender Series 3                 | 25 de julio de 2017      | 1     | 0:15   | Las Vegas, Nevada                |                                                             |
| Victoria  | 10-4   | Roman Pizzolato          | Sumisión (estrangulamiento por guillotina) | World Fighting Championships 72                 | 13 de mayo de 2017       | 1     | 0:20   | Baton Rouge, Luisiana            |                                                             |
| Derrota   | 9-4    | Trevin Giles             | Decisión (dividida)                        | LFA 3                                           | 10 de febrero de 2017    | 3     | 5:00   | Lake Charles, Luisiana           | Regresó a peso mediano.                                     |
| Derrota   | 9-3    | Robert Drysdale          | Sumisión (estrangulamiento por detrás)     | Legacy FC 58                                    | 22 de julio de 2016      | 2     | 2:58   | Lake Charles, Luisiana           | Por el Campeonato vacante de Peso Semipesado del Legacy FC. |
| Victoria  | 9-2    | Aaron Davis              | Sumisión (estrangulamiento por guillotina) | Legacy FC 52                                    | 25 de marzo de 2016      | 1     | 2:53   | Lake Charles, Luisiana           | Regresó a peso semipesado.                                  |
| Derrota   | 8-2    | Leo Leite                | Decisión (unánime)                         | Legacy FC 48                                    | 13 de noviembre de 2015  | 5     | 5:00   | Lake Charles, Luisiana           | Por el Campeonato de Peso Mediano de Legacy FC.             |
| Victoria  | 8-1    | Larry Crowe              | KO (golpes)                                | Legacy FC 42                                    | 26 de junio de 2015      | 1     | 0:08   | Lake Charles, Luisiana           |                                                             |
| Victoria  | 7-1    | Dwight Gipson            | Sumisión (estrangulamiento por guillotina) | Vengeance Fighting Alliance: Round 5            | 9 de mayo de 2015        | 1     | 4:39   | Lake Charles, Luisiana           |                                                             |
| Victoria  | 6-1    | Artenas Young            | Sumisión (estrangulamiento por guillotina) | Fury Fighting 4                                 | 13 de febrero de 2015    | 3     | 2:32   | Humble, Texas                    |                                                             |
| Derrota   | 5-1    | Brandon Farran           | TKO (golpes)                               | Hero FC: Best of the Best 3                     | 12 de septiembre de 2014 | 1     | 0:21   | Brownsville, Texas               | Perdió el Campeonato de Peso Mediano de Hero FC.            |
| Victoria  | 5-0    | Randy McCarty            | Decisión (unánime)                         | Hero FC 1: Best of the Best                     | 1 de febrero de 2014     | 3     | 5:00   | Harlingen, Texas                 | Ganó el Campeonato de Peso Mediano de Hero FC.              |
| Victoria  | 4-0    | Jhonoven Pati            | Sumisión (estrangulamiento por guillotina) | Hero FC: Texas Pride                            | 28 de septiembre de 2013 | 1     | 2:32   | Beaumont, Texas                  |                                                             |
| Victoria  | 3-0    | Brandon Atkins           | Sumisión (estrangulamiento por guillotina) | Hero FC: Pride of the Valley 2                  | 21 de junio de 2013      | 1     | 0:44   | Pharr, Texas                     | Regresó a peso mediano.                                     |
| Victoria  | 2-0    | Steven Zamora            | Sumisión (estrangulamiento por detrás)     | El Orgullo del Valle                            | 16 de marzo de 2013      | 1     | 2:25   | Pharr, Texas                     | Debut en el peso semipesado.                                |
| Victoria  | 1-0    | Aaron Lebrun             | Sumisión (estrangulamiento por detrás)     | Vengeance Fighting Alliance: Round 1            | 16 de febrero de 2013    | 1     | N/A    | Lake Charles, Luisiana           |                                                             |